# Hewittia (plant)
Hewittia is een geslacht uit de windefamilie (Convolvulaceae). Het geslacht telt een soort die voorkomt in de (sub)tropen van de Oude Wereld.

## Soorten
- Hewittia malabarica (L.) Suresh